# Sarcophaga ehrlichi
Sarcophaga ehrlichi är en tvåvingeart som beskrevs av Andy Z. Lehrer 1993. Sarcophaga ehrlichi ingår i släktet Sarcophaga och familjen köttflugor.
Artens utbredningsområde är Malawi. Inga underarter finns listade i Catalogue of Life.